# 1963年の日本競馬
1963年の日本競馬（1963ねんのにほんけいば）では、1963年（昭和38年）の日本競馬界についてまとめる。馬齢は旧表記で統一する。
1962年の日本競馬 - 1963年の日本競馬 - 1964年の日本競馬

## できごと

### 1月 - 3月
- 1月30日 - 競馬施行規則の一部を改正する省令が公布され、連勝8枠制の勝馬投票券が販売可能となる。これにより中央競馬では4月6日から東京・中山・京都・阪神の4場で発売開始され、1965年からローカル競馬場でも発売されるようになる [1]。
- 2月26日 - 競走馬飼養改善助成金が改正される。3月16日より施行[1]。
- 2月27日 - オリンピック臨時競馬として、中央競馬の2回中山開催の5日間と、3回東京開催の5日間が指定される[1]。
- 3月31日 - 関東地方競馬組合が解散する[1]。

### 4月 - 6月
- 4月1日
  - 競馬施行規則の一部を改正する省令が実施され、中央競馬では（6枠制からの）8枠制導入に伴い、7枠の色別帽を茶色、8枠のを黒と決定する[1][2]。
  - 関東地方公営競馬協議会が設立される[3]。
- 4月7日 - 日本労働組合全国協議会のストライキのため、中央競馬は2回京都2日の開催が中止、10日に代替開催される。ストは27日に解決[3]。
- 4月13日 - 厩務員のストライキのため、中央競馬は3回中山5日・6日の開催を中止した[3]。
- 5月19日 - 東京競馬場で第1回アルゼンチンジョッキークラブカップが行われる。第1回の優勝馬はエムローン、優勝騎手は加賀武見[3]。
- 5月25日 - 中央競馬の4回東京5日開催から入場券の自動券売機が導入される[3]。
- 5月29日 - 競走馬保健研究所常磐支所が開所する[3]。
- 6月30日 - 中央競馬5回中山2日の第9競走において、保田隆芳騎手が1000勝を達成する[3]。

### 7月 - 9月
- 7月24日 - 北海道胆振地区の定期検診において、馬伝染性貧血と疑われていたクモワカの再検査が行われ、健康馬と診断される[3]。
- 8月1日 - 競馬を行うことのできる指定市町村として、新たに佐賀県鹿島市、太良町、塩田町、嬉野町が指定される[3]。
- 8月5日 - 競走馬保健研究所の分室、興奮剤関係研究室が完成する[3]。
- 9月6日 - 宇都宮競馬場においてスタンドの落成式が行われる[3]。
- 9月30日 - 中山競馬場のスタンド増築工事が竣工[3]。

### 10月 - 12月
- 10月15日 - 東京国際スポーツ大会の馬術競技が、16日まで馬事公苑で行われる[3]。
- 11月2日 - 中央競馬の5回京都開催より、同競馬場で場内有線テレビ放送が開始される[3]。
- 12月29日 - 中央競馬の8回中山開催が追加開催される[3]。

### その他
- 山口県下関競馬場が廃止される。
- 宮崎県宮崎競馬場で行われていた地方競馬の開催が廃止される。

## 競走成績

### 中央競馬の主な競走
- 第23回桜花賞（阪神競馬場・3月31日）優勝 : ミスマサコ（騎手 : 瀬戸口勉）
- 第47回天皇賞（春）（京都競馬場・4月29日） 優勝 : コレヒサ（騎手 : 森安重勝）
- 第23回皐月賞（東京競馬場・5月12日）優勝 : メイズイ（騎手 : 森安重勝）
- 第24回優駿牝馬（オークス）（東京競馬場・5月19日) 優勝 : アイテイオー（騎手 : 伊藤竹男）
- 第30回東京優駿競走（日本ダービー）（東京競馬場・5月26日) 優勝 : メイズイ（騎手 : 森安重勝）
- 第4回宝塚記念（阪神競馬場・6月30日）優勝：リユウフオーレル（騎手：宮本悳）
- 第24回菊花賞（京都競馬場・11月17日） 優勝 : グレートヨルカ（騎手 : 保田隆芳）
- 第48回天皇賞（秋）（東京競馬場・11月23日） 優勝 : リユウフオーレル（騎手 : 宮本悳）
- 第8回有馬記念（中山競馬場・12月22日） 優勝 : リユウフオーレル（騎手 : 宮本悳）

### 中央競馬・障害
- 第50回中山大障害（春）（中山競馬場・6月23日）優勝 : ゴールデンオーザ（騎手 : 関口薫）
- 第51回中山大障害（秋）（中山競馬場・10月20日）優勝： フジノオー（騎手：横山富雄）

## 表彰

### 啓衆社賞
- 年度代表馬・最優秀5歳以上牡馬 リユウフオーレル
- 年度代表馬・最優秀4歳牡馬・最良スプリンター メイズイ
- 最優秀3歳牡馬 ウメノチカラ
- 最優秀3歳牝馬 プリマドンナ
- 最優秀4歳牝馬 パスポート
- 最優秀5歳以上牝馬 トキクイン
- 最優秀障害馬 タカライジン
- 最優秀アラブ ヒメカツプ

## 誕生
この年に生まれた競走馬は1966年のクラシック世代となる。

### 競走馬
- 2月10日 - タイヨウ
- 3月12日 - ワカクモ
- 3月16日 - シーホーク
- 3月25日 - ニホンピローエース
- 4月6日 - ヒロヨシ
- 4月13日 - ナスノコトブキ
- 5月2日 - テイトオー
- 5月3日 - スピードシンボリ
- 5月12日 - メジロボサツ
- 5月15日 - リュウファーロス
- 不明 - テスコボーイ、シルバーシャーク

### 人物
- 1月30日 - 鮫島克也騎手（佐賀）
- 3月17日 - 尾林幸彦騎手（荒尾）
- 3月19日 - 内山正博騎手（JRA）
- 3月20日 - 関口睦介騎手（JRA）
- 3月27日 - 宮本博調教師（JRA）
- 3月28日 - 伊藤圭三調教師（JRA）
- 3月30日 - 田村康仁調教師（JRA）
- 7月1日 - 川勝歩調教師（船橋）
- 7月25日 - 菅原勲騎手、調教師（水沢）
- 8月11日 - 友道康夫調教師（JRA）
- 8月27日 - 戸部尚実騎手（名古屋）
- 10月1日 - 戸田博文調教師（JRA）